# Burg Schadberg
Die verschwundene Burg Schadberg lag auf einem Mündungssporn südlich von Schadberg, einem Ortsteil der Gemeinde Kaisersbach im Rems-Murr-Kreis in Baden-Württemberg. Über die Befestigung, von der nur ganz geringe Reste erhalten sind, ist heute so gut wie nichts mehr bekannt.

## Lage
Der Burgstall liegt auf einem felsigen Bergsporn südlich des Weilers Schadberg, welcher im Norden und Osten von der Blinden Rot und im Süden vom Schwarzbach eingerahmt wird, im Stubensandstein (Löwenstein-Formation) und nur wenige Meter über dem Niveau der zusammenfließenden Bäche auf etwa 455 m ü. NHN. Einen Steinwurf südöstlich des Burgstalls vereinigen sich beide Bäche zur Finsteren Rot. Westlich des Bergsporns kreuzt die Landstraße L 1080 Welzheim–Gschwend den schon flachen Rücken, der im Sporn ausläuft. 

## Name
Der ursprüngliche Name der Burg ist nicht bekannt. Der heutige Flurname Schanz weist auf Schanzgräben hin, welche wohl früher noch sichtbar waren.

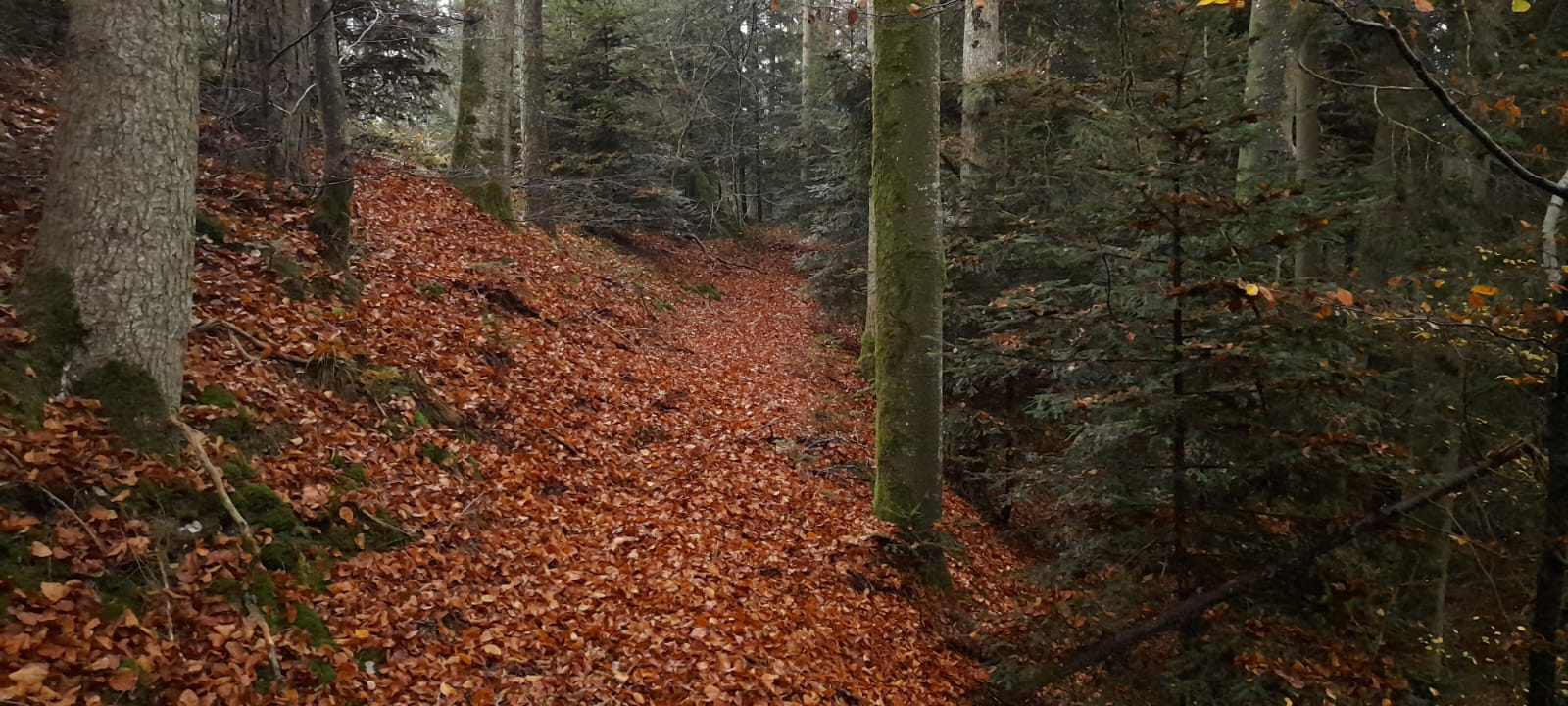
Eine topographische Abstufung des Bergsporns könnte auf einen zuvor erodierten Burggraben hindeuten. Ein angelegter Pfad erscheint hier unplausibel, weil diese Abstufung nicht mit der Talebene verbunden ist.

## Geschichte

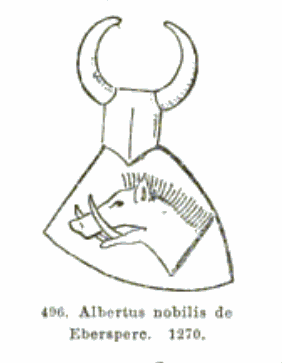
Wappen des Albert von Ebersberg: Der Edelmann verzichtete auf die Schadburg im Jahr 1278 zugunsten des Klosters Adelberg

Über die Geschichte der Burg ist – wie bei den meisten Befestigungen im Rems-Murr-Kreis – nicht viel bekannt. Jedenfalls wurde der Weiler Schadberg im Jahre 1271 erstmals als Schadeburg erwähnt. Schadberg gehörte zeitweilig zur Herrschaft Ebersberg. 1278 verzichtete Albert von Ebersberg zugunsten des Klosters Adelberg auf die Ortschaften Aichstrut, Schadberg und Wighartsreute sowie auf eine Glashütte (bei den Glasern genannt). Bis ins 17. Jahrhundert wurde der Ortsname Schadberg in allen Lagerbüchern und Urkunden stets als Schadburg geschrieben. Es ist nicht bekannt wer die Burg einst erbaute. Rudolph Friedrich von Moser vermutete in seiner Oberamtsbeschreibung von 1845 die Grafen des Nibelgaus als Besitzer der Burg. Dabei ist nicht die Gaugrafschaft Nibelgau in der Region Leutkirch gemeint, sondern ein gleichnamiges, wesentlich kleineres Herrschaftsgebiet am Oberlauf der Lein. Im Jahre 1352 wurde in Schadburg eine dem Heiligen Ulrich geweihte Wallfahrtskapelle errichtet, welche von Graf Burkhard von Hohenberg gestiftet wurde. Ob dieser etwas mit der Burg zu tun hatte, ist nicht bekannt. Die Kapelle ging nach der Reformation ab.